# Jakobsberg (Porta Westfalica)
Der Jakobsberg ist ein 235,2 m ü. NHN hoher und gleichzeitig der westlichste Berg des Wesergebirges und damit die östliche Begrenzung des Weserdurchbruchs Porta Westfalica im nordrhein-westfälischen Kreis Minden-Lübbecke (Deutschland).
Zusammen mit dem gegenüber liegenden Wittekindsberg bildet es die landschaftsprägende Westfälische Pforte, die der Weser den Durchfluss in die Norddeutsche Tiefebene ermöglicht.  
Der Berg ist Standort des Fernmeldeturms Jakobsberg, der an Stelle des ehemaligen Bismarckturm Porta Westfalica steht, des Schlageter-Denkmals und der Porta-Kanzel; früher stand auf ihm die Gaststätte Bismarckburg. Sein Name ist seit 1788 gebräuchlich, als ein preußischer Zöllner mit dem Namen Jakob am Südhang des Bergs Wein anbaute.

## Geographie

### Lage
Der Jakobsberg erhebt sich am Westrand des Wesergebirges im Natur- und Geopark TERRA.vita. Er liegt direkt nordwestlich der Stadt Porta Westfalica mit dortigem Stadtteil Hausberge und etwa 6 km südlich der am Wasserstraßenkreuz Minden gelegenen Stadt Minden. Der Berg befindet sich direkt östlich des Weserdurchbruchs Porta Westfalica, das am Nordrand des Weserberglands und am Südrand der Norddeutschen Tiefebene liegt und durch das die Weser aus dem Bergland kommend in die Tiefebene einfließt. Der westlich gegenüber liegende Wittekindsberg (294,2 m), der den östlichsten Berg des Wiehengebirges darstellt, ist die westliche Begrenzung dieses Durchbruchstals.

### Naturräumliche Zuordnung
Der Jakobsberg gehört in der naturräumlichen Haupteinheitengruppe Weser-Leine-Bergland (Nr. 37), in der Haupteinheit Calenberger Bergland (378) und in der Untereinheit Weserberge (378.1) zum Naturraum Wesergebirge (378.10). Seine Landschaft fällt in die Naturräume Weser-Aue (583.10) im Nordwesten und Lahder Terrasse (583.11) im Norden ab, die in der Haupteinheitengruppe Dümmer-Geestniederung (Nr. 58) und in der Haupteinheit Mittelweser (583) zur Untereinheit Obere Mittelweser (583.1) zählen. Außerdem fällt sie in der Haupteinheitengruppe Oberes Weserbergland (Nr. 36), in der Haupteinheit Rinteln-Hamelner Weserland (366) und in der Untereinheit Wesertal (366.0) in den Naturraum Rhemer Talweitung (366.00) im Süden sowie in der Untereinheit Südliches Wesergebirgsvorland (366.1) in den Naturraum Hausberger Hügel- und Bergland (366.10) im Süden ab.

## Schutzgebiete
Auf dem Jakobsberg liegen Teiles des Landschaftsschutzgebiets Weser- und Wiehengebirge (CDDA-Nr. 555552728; 1992 ausgewiesen; 15,2108 km² groß) und solche des Fauna-Flora-Habitat-Gebiets Wälder bei Porta Westfalica (FFH-Nr. 3719-301; 14,75 km²).

## Türme

### Bismarckturm Porta Westfalica
Neben der höchsten Stelle des Jakobsbergs (235,2 m) Höhe wurde 1902 zum Gedenken an den Reichskanzler Otto von Bismarck (1815–1898) der Bismarckturm Porta Westfalica (⊙) von Bismarckverehrern gebaut. Der Turm bestand aus Sandsteinblöcken, war 22,5 m hoch und wurde vom Bismarckbund betrieben. Zu seinem 50-jährigen Bestehen (1952) wurde er abgerissen, um Platz für den ersten Fernmeldeturm auf dem Jakobsberg zu machen. Die Sandsteinblöcke des Bismarckturms wurden zum Wiederaufbau des im Zweiten Weltkrieg zerstörten Altes Rathauses von Minden benutzt.

### Fernmeldetürme

#### Alter Fernmeldeturm
An Stelle des vorgenannten Bismarckturm Porta Westfalica wurde 1952 ein auch Bismarckturm genannter Fernmeldeturm in Stahlbetonbauweise mit 40 m Schafthöhe errichtet. Die Deutsche Bundespost, die das für diesen Turm benötigte Gelände dem Bismarckbund abgekauft hatte, wurde als Bauherr des Fernmeldeturms vertraglich verpflichtet, auf dem neuen Turm eine Bismarck-Gedenkstätte und eine öffentliche Aussichtsplattform einzurichten.

#### Fernmeldeturm Jakobsberg
An Stelle des einstigen Fernmeldeturms „Bismarckturm“ wurde von 1974 bis 1978 der Fernmeldeturm Jakobsberg (im Volksmund Langer Jakob genannt) auch in Stahlbetonbauweise errichtet, ein 142 m hoher Fernmeldeturm (Typenturm).
Wieder wurde die Deutsche Bundespost als Bauherr des Fernmeldeturms vertraglich verpflichtet, auf dem neuen Turm eine Bismarck-Gedenkstätte und eine Aussichtsplattform einzurichten. Betrieben wird der Turm heutzutage von der Deutschen Telekom AG.
Auf 50 m Höhe hat der Fernmeldeturm Jakobsberg einen Betriebsraum und auf 23,26 m Höhe eine für den Publikumsverkehr geöffnete Aussichtsplattform, von der man eine gute Rundumsicht genießen kann, zum Beispiel auf Teile von Weserbergland und Norddeutscher Tiefebene sowie zum Kaiser-Wilhelm-Denkmal auf dem Wittekindsberg.

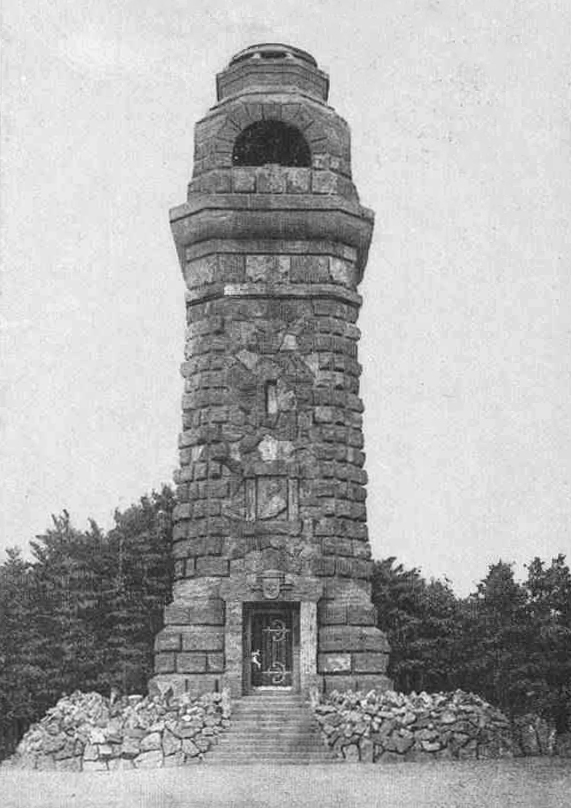
Bismarckturm Porta Westfalica
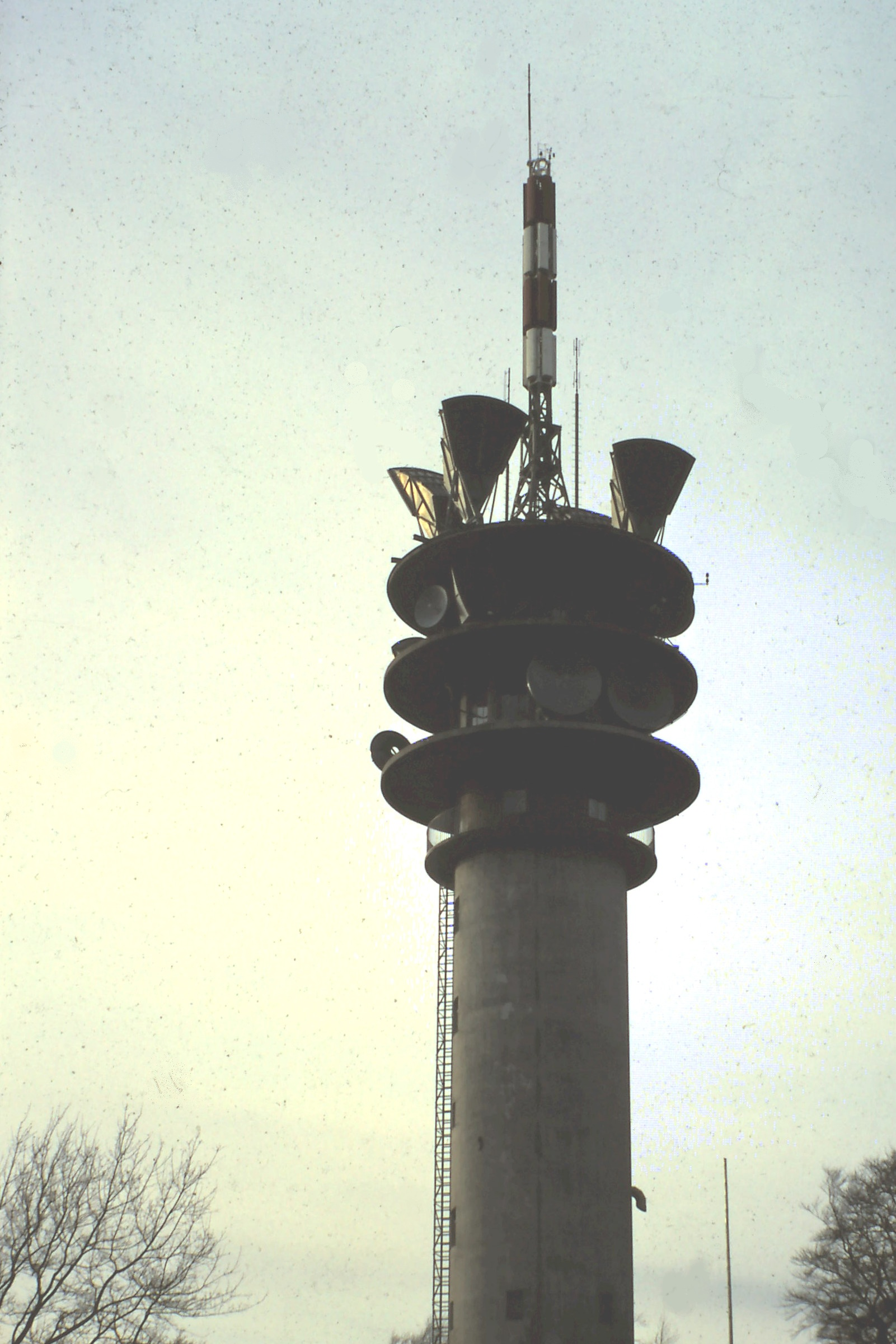
Alter Fernmeldeturm (Bismarckturm) (1967)
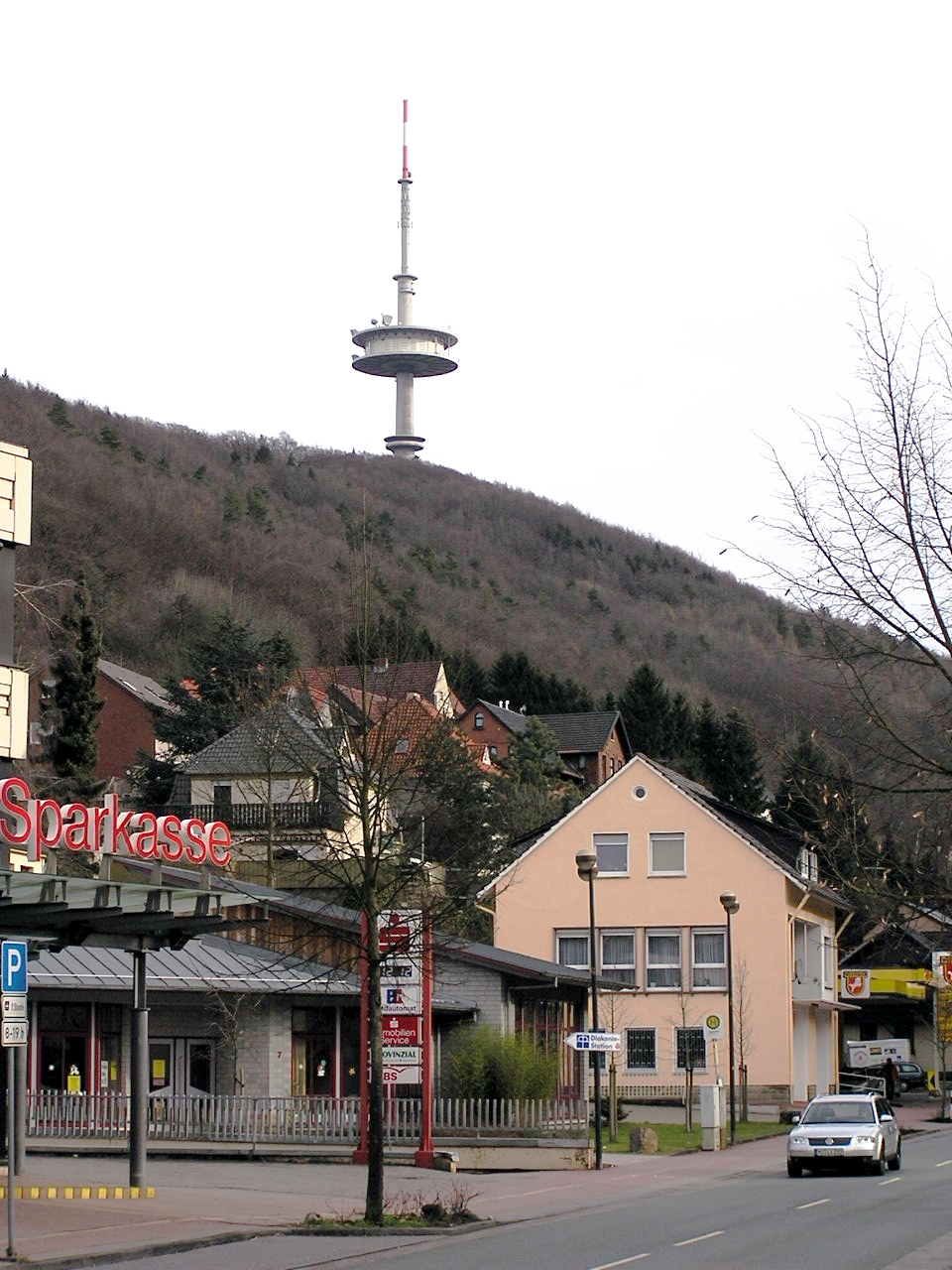
Fernmeldeturm Jakobsberg von Hausberge betrachtet

## Gaststätte Bismarckburg

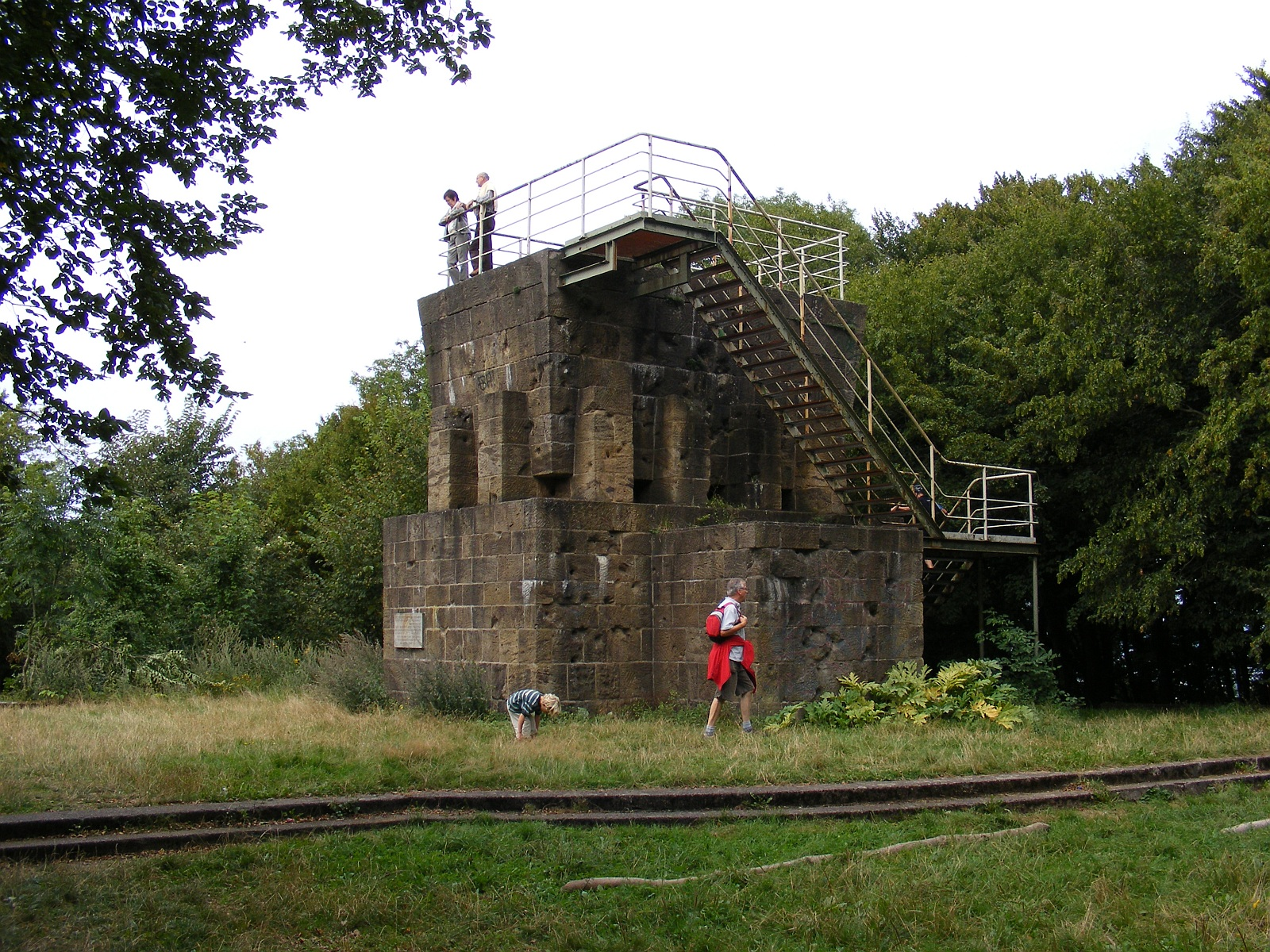
Schlageter-Denkmal

Wenige Meter westlich des Fernmeldeturms Jakobsberg stand die traditionsreiche Gaststätte Bismarckburg, die Ende des 18. Jahrhunderts errichtet wurde und neben einer Falknerei als beliebtes Ausflugsziel für die Umgebung diente. In mehreren Umbauten wurde sie über die Zeit den neuen Gegebenheiten angepasst. Nach langem Leerstand wurde die baufällige Gaststätte im November 2013 abgebrochen.

## Schlageter-Denkmal
Auf der Kammlinie des Jakobsbergs Richtung Südwest bzw. knapp 650 m (Luftlinie) westlich des Fernmeldeturms Jakobsberg befinden sich auf 216,5 m Höhe die Reste des Schlageter-Denkmals.
Das Denkmal wurde 1933/1934 nach einem Entwurf des Mindener Architekten Hans Korth (1886–1949) errichtet, jedoch nicht vollständig fertiggestellt. Ein blockartiger Sockel aus Porta-Sandstein trug – in Anlehnung an die damals viel beachtete Schlageter-Gedenkstätte in Düsseldorf von Clemens Holzmeister – ein großes stählernes Kreuz, das aber als christliches Symbol für eine nationalsozialistische Gedenkstätte unerwünscht war. Das Kreuz wurde deshalb nach kurzer Zeit auf den Nordfriedhof in Minden umgesetzt und dort in eine Gedenkstätte für die Gefallenen des Ersten Weltkriegs (1914–1918) integriert.
1958 ließ die Stadtverwaltung von Porta Westfalica auf dem erhaltenen Denkmal-Sockel eine Aussichtsplattform errichten, die einen weiten Blick nach Süden und Westen ermöglicht, zum Beispiel die Aussicht zum Kaiser-Wilhelm-Denkmal auf dem Wittekindsberg.

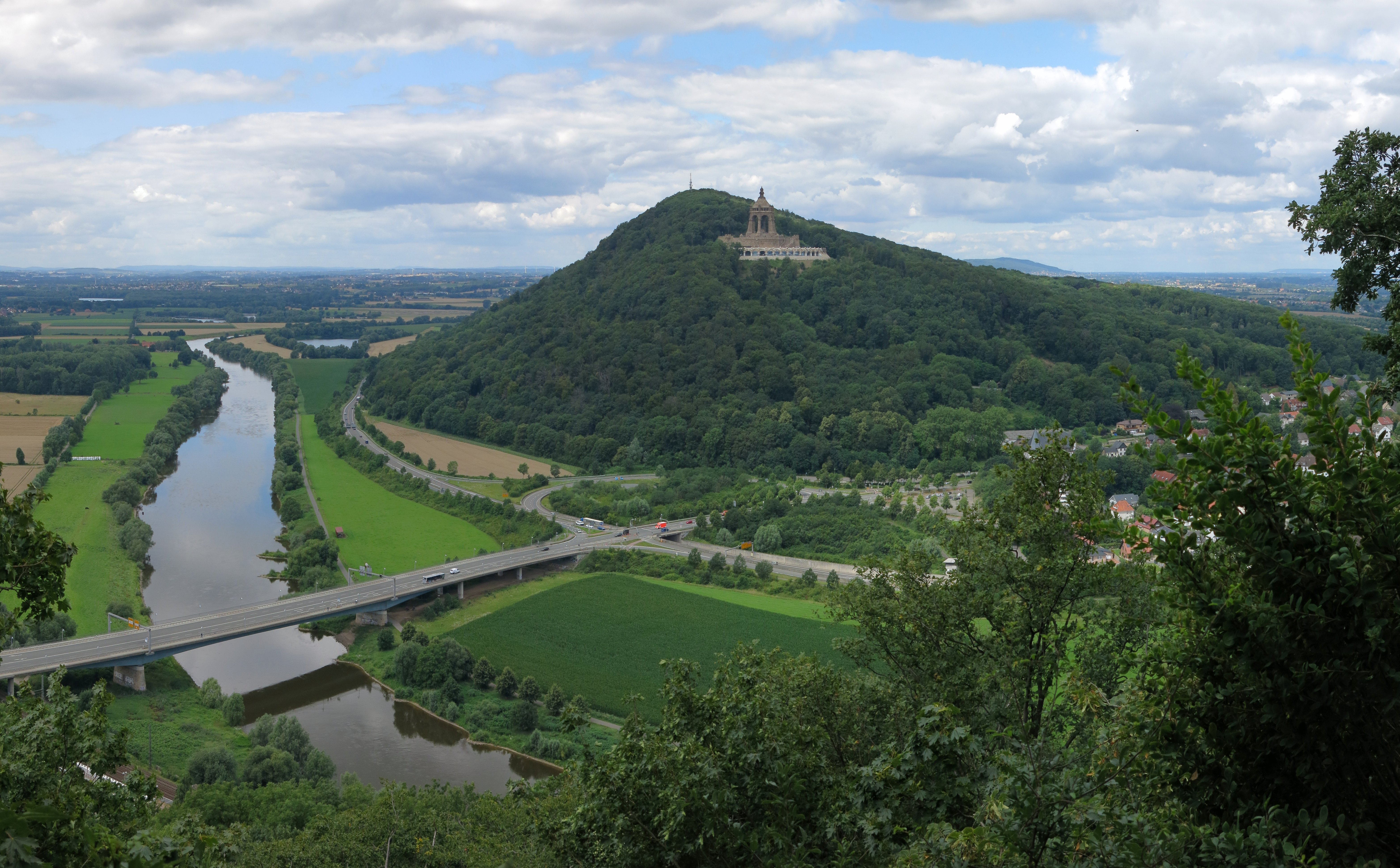
Blick von der Porta-Kanzel westwärts über die neue Weserbrücke der L 876 und B 61 hinweg zum Kaiser-Wilhelm-Denkmal an der Porta Westfalica

## Porta-Kanzel
Die Porta-Kanzel (188,6 m) befindet sich etwa 150 m nordwestlich des Schlageter-Denkmals am Westhang des Jakobsbergs oberhalb einer steil nach Südwesten abfallenden Felsklippe.
1887 wurde die Klippe als Porta-Kanzel durch Mitglieder des damaligen Verschönerungsvereins Hausberge zugänglich gemacht. Von dort bietet sich ein guter Blick zum Kaiser-Wilhelm-Denkmal auf dem Wittekindsberg und auf die Weser im Durchbruchstal Porta Westfalica.

## Militärische Nutzung

### Unterirdische Produktionsanlagen

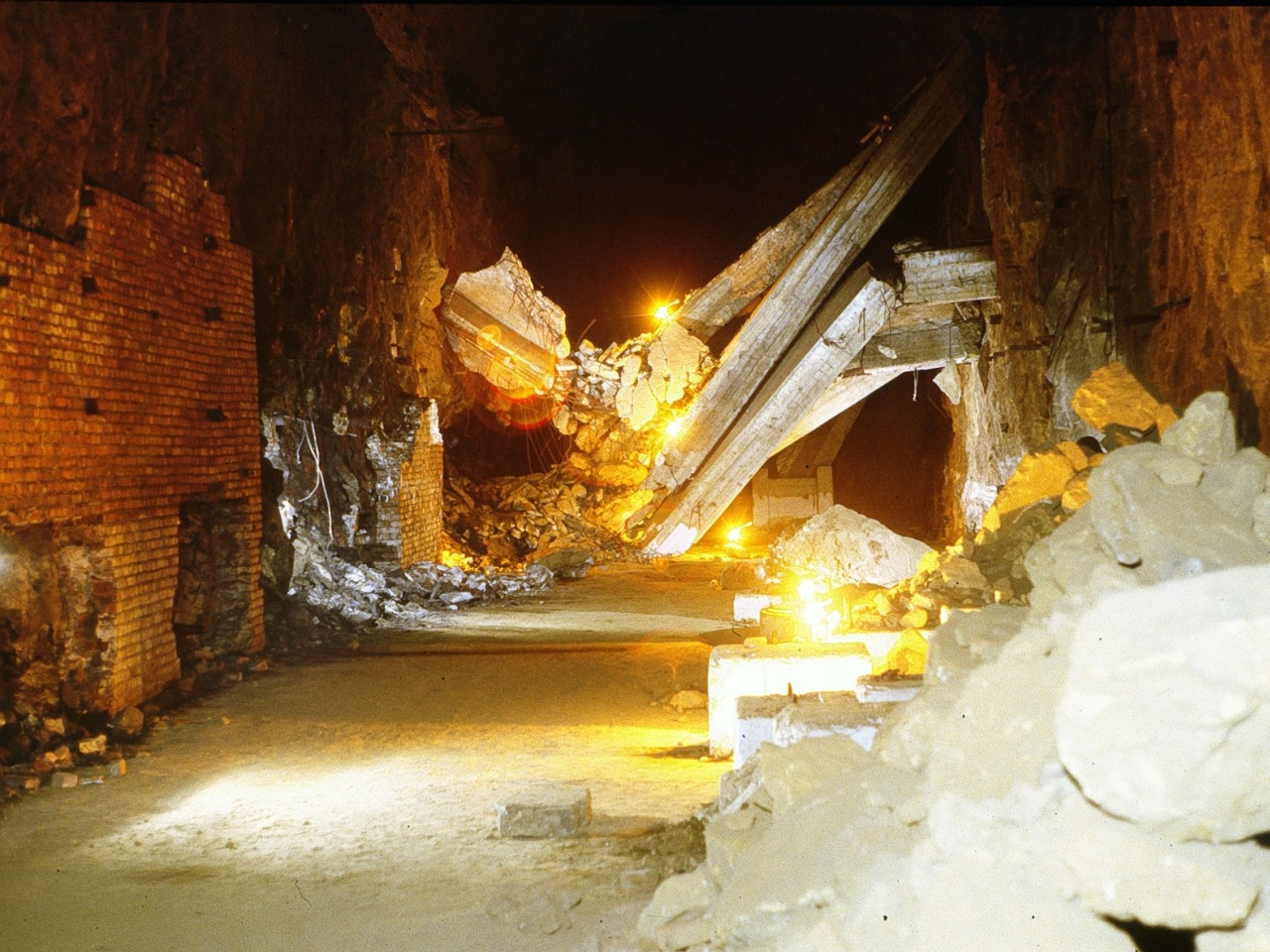
Unvollendete Produktionsstätte der Untertageverlagerung Dachs I

In der Endphase des Zweiten Weltkrieges, mit großer Wahrscheinlichkeit im März 1944, wurde die Röhrenproduktion der Firma Philips aus den Niederlanden in den Jakobsberg verbracht. Hierzu wurden aufgegebene Bergwerksstollen des vormaligen Eisenerzabbaus erweitert. Solche Stollen durchziehen beträchtliche Teile des Wiehen- und Wesergebirges, die Eingänge sind heute im Regelfall vermauert und unkenntlich gemacht. In Hausberge und Barkhausen befanden sich Außenlager des KZ Neuengamme mit über tausend Häftlingen, von denen ein beträchtlicher Teil im Jakobsberg arbeitete. Unter deutlich besseren Bedingungen waren aber auch Frauen aus der Umgebung im Berg tätig. Damals befand sich in einem Stollen des Berges auch die unvollendete Untertageverlagerung Dachs I. Das Ziel dieses Projekts war, eine unterirdische Erdölraffinerie der Deurag-Nerag einzurichten, wofür Häftlinge aus dem KZ-Außenlager Porta Westfalica eingesetzt wurden.
Nach Kriegsende nutzte die örtliche Bevölkerung ihre Kenntnis des das Gebirge durchziehenden Stollensystems, um Material der Produktionsanlagen aus dem Berg zu schaffen und auf dem Schwarzmarkt zu tauschen. Die britische Besatzungsmacht setzte dem Treiben durch eine Sprengung ein Ende, die auch in 15 Kilometern Entfernung noch Bilder von den Wänden fallen ließ, und einen Teil der heutigen flussseitigen Front des Jakobsbergs formte.

### Standortübungsplatz
An den nördlichen Bereichen des Jakobsbergs (Ortsteil Lerbeck) befindet sich der Standortübungsplatz Minden-Bückeburg, Blauer See der Bundeswehr.

## Verkehrsanbindung
Nahe dem Wittekindsberg kreuzen sich die Bundesstraßen 61, 65 und 482, über die Anschluss an die unweit südlich verlaufenden Bundesautobahnen 2 und 30 besteht und über deren Nebenstraßen man zum Beispiel durch den Ortsteil Hausberge zum Berg gelangen kann.
Außerdem ist der Jakobsberg durch den Bahnhof Porta, der zur Stadt Porta Westfalica gehört und am Westfuß des Bergs am östlichen Weserufer steht, an das Eisenbahnnetz der Deutschen Bahn angebunden bzw. von dort kommend zu erreichen.
Der Jakobsberg ist durch ein gutes Netz von Wanderwegen erschlossen, zu dem auch der Europäische Fernwanderweg E 11 und der Bückeberg-Weg gehören und über die die auf dem Berg befindlichen Sehenswürdigkeiten zu erreichen sind.